# Воралаксана, Китьякара
Китьякара Воралаксана, принц Чантхабури (тайск. กิติยากรวรลักษณ์) 8 июня 1874 — 27 мая 1931) — сиамский принц, член королевской семьи.

## Биография
```
Родился в доме Китьякара (ราชสกุล กิ ติ ยาก ร). Нынешние потомки используют его королевскую фамилию. Является дедушкой по отцовской линии 
королевы Сирикит
, супруги 
короля Пумипона Адульядета (Рамы IX)
.
```

Родился в Большом дворце города Бангкок, был 12-м ребенком короля Чулалонгкорна, Рамы V Сиама и Чао Чом Манды Уама (เจ้าจอมมารดา อ่วม ). Учился в начальной школе для мальчиков Suankularb Wittayalai School (Бангкок). В 1885 году отправился в Великобританию изучать востоковедение, пали и санскрит в колледже Баллиол в Оксфорде. Учиться он поехал с тремя своими братьями:
- Принцем Раффи Фаттанасак, принцем Ратчабури.
- Принцем Правитра Вадханом, принцем Прачинбури.
- Принцем Чираправати Ворадей, принцем Накхон-Шайси.

Вернувшись после учебы в Бангкок, работал в канцелярии Королевского Секретариата и управлении образования (позднее - Министерство образования). В 1902 году был назначен министром финансов. 26 апреля 1902 года получил от отца королевский титул Принц Чантабури(กรมหมื่นจันทบุรีนฤนาถ). Этот титул он носил до смерти отца.

## Королевские обязанности
В 1920 году стал министром торговли, что соответствовало его коммерческим интересам и способностям. За годы работы на этом посту создал службу Министерства торговли и статистики, занимался правовым регулированием таможни, налогообложением.
В годы правления короля Праджадхипока (Рама VII) стал членом Верховного Совета государства Сиам, вместе со своим дядей и его сводным братом, включая:
- Принца Бхануранси Савангунсе, принц Бханубандху Вонгсевадедж.
- Принца Читтароен, принц Нарисара Нувадтивонгс.
- Принца Диснуанкумарн, принц Дамронг Раджанубхаб.
- Принца Парипатра Сукхембхан, принц Накхон Саван.

Работал также в комитете Сиамского Королевского Института. Им был переведен со среднеиндийского языка Пили на тайский роман Chandrakumarn Chadok. Используя ссылки словаря Пали из RC Childers, он создал Пали-Тайский-Санскритско-английский словарь. В царствование короля Бхумибола Адульядея (Рама IX) брался за  восстановление оригинального издания Mom Luang Chirayu Nobhavongse. Новое издание было им выполнено.
В дальнейшем, с пошатнувшимся здоровьем, отправился лечиться в Париж. Скончался 27 мая 1931 года в возрасте 56 лет. В Бангкоке перед зданием министерства торговли была воздвигнута его статуя.
Официальной резиденцией дома Китиякара является дворец Девес в Бангкоке.  В этом дворце ныне живут его потомки.